# بيلي يونغ (مغن مؤلف)
بيلي يونغ (بالإنجليزية: Billy Young)‏ هو مغن مؤلف أمريكي، ولد في 25 مايو 1941.